# Nombre de Grassmann
« Supernombre » redirige ici. Pour les supernombres de Poulet, voir Nombre et supernombre de Poulet.
Un nombre de Grassmann, ou supernombre, est un élément de l'algèbre extérieure (ou algèbre de Grassmann) d'un espace vectoriel, le plus souvent sur les nombres complexes. Dans le cas particulier où cet espace est une droite vectorielle réelle, un tel nombre est appelé nombre dual. Le nom Grassmann fait référence au mathématicien et indianiste prussien Hermann Günther Grassmann, à l'origine de ces concepts.
Les nombres de Grassmann sont utilisés en physique mathématique, d'abord en théorie quantique des champs pour exprimer les champs de fermions dans les intégrales de chemins, puis pour décrire le superespace (en) sur lequel on définit une supersymétrie.

## Définition
Soit V un espace vectoriel, muni d'une base privilégiée dont les vecteurs {\displaystyle \theta _{i}} sont appelés les « variables de Grassmann » ou « directions de Grassmann » ou « supercharges ». Le corps K des scalaires est généralement ℂ ou parfois ℝ. L'algèbre extérieure de V s'écrit
{\displaystyle \Lambda =K\oplus V\oplus \left(V\wedge V\right)\oplus \left(V\wedge V\wedge V\right)\oplus \cdots }
où le symbole {\displaystyle \wedge } (couramment omis dans ce contexte) désigne le produit extérieur (qui est bilinéaire et alterné) et {\displaystyle \oplus } la somme directe.
Plus concrètement, {\displaystyle \Lambda } est la K-algèbre associative et unifère engendrée par les {\displaystyle \theta _{i}}, soumis aux seules relations :
En particulier, {\displaystyle \theta _{i_{1}}\theta _{i_{2}}\cdots \theta _{i_{k}}=0} si et seulement si deux indices {\displaystyle i_{p},i_{q}} (avec {\displaystyle p\neq q}) sont égaux.
Un nombre de Grassmann est un élément {\displaystyle z} de cette algèbre :
{\displaystyle z=\sum _{k=0}^{\infty }\sum _{i_{1},i_{2},\cdots ,i_{k}}c_{i_{1}i_{2}\cdots i_{k}}\theta _{i_{1}}\theta _{i_{2}}\cdots \theta _{i_{k}}}
où les c sont des scalaires et sont tous nuls sauf un nombre fini d'entre eux.

## Dimension
Si V est de dimension finie n, la somme directe ci-dessus est finie :
{\displaystyle \Lambda =K\oplus \Lambda ^{1}V\oplus \Lambda ^{2}V\oplus \cdots \oplus \Lambda ^{n}V.}
La k-ième puissance alternée {\displaystyle \Lambda ^{k}V} admet alors pour base les {\displaystyle \theta _{i_{1}}\theta _{i_{2}}\cdots \theta _{i_{k}}} avec {\displaystyle 1\leq i_{1}<i_{2}<\dots i_{k}\leq n} donc sa dimension est égale au coefficient binomial {\displaystyle n \choose k} et (d'après la formule du binôme) la dimension de {\displaystyle \Lambda } est égale à 2n.
Deux types distincts de supernombres apparaissent couramment dans la littérature : ceux de dimension finie, typiquement n = 1, 2, 3 ou 4, et ceux de dimension infinie dénombrable. Ces deux situations sont plus reliées qu'il n'y paraît. D'abord, dans la définition d'une supervariété (en), une variante utilise un ensemble infini dénombrable de générateurs, mais emploie ensuite une topologie si grossière qu'elle réduit la dimension à un nombre fini petit. Inversement, on peut commencer avec un nombre fini de générateurs puis, au cours de la seconde quantification, avoir besoin d'un nombre infini de générateurs : un pour chaque moment possible que peut porter un fermion.
De façon générale, il est couramment plus facile de définir les analogues supersymétriques des entités mathématiques ordinaires en travaillant avec des nombres de Grassmann sur une infinité de générateurs : la plupart des définitions deviennent immédiates et peuvent être reprises des définitions bosoniques correspondantes. Par exemple, on peut penser aux nombres de Grassmann comme engendrant un espace de dimension 1[pas clair] ; un espace vectoriel, le superespace de dimension m, apparaît alors comme la m-ième puissance cartésienne de {\displaystyle \Lambda }[pas clair]. On peut démontrer que ceci est essentiellement équivalent à une algèbre à m générateurs.

## Involution, choix du corps
Si l'on choisit comme scalaires les complexes plutôt que les réels, cela évite des bizarreries lorsqu'on définit (sur les générateurs) l'involution d'algèbre *, appelée conjugaison, par la convention de DeWitt :
{\displaystyle \theta _{j}^{*}=\theta _{j}.}
Un supernombre z est ensuite dit réel si z* = z et imaginaire si z* = –z. Avec ces définitions, on évite de prendre comme scalaires les réels parce que beaucoup de coefficients seraient obligatoirement nuls s'il y a moins de 4 générateurs.
Avec comme scalaires les complexes, d'autres conventions sont possibles, comme celle de Rogers, qui pose {\displaystyle \theta _{j}^{*}=\mathrm {i} \,\theta _{j}}. Avec cette convention, les coefficients des supernombres réels sont tous réels, tandis qu'avec la convention de DeWitt, ils peuvent être imaginaires purs. Malgré cela, la convention de DeWitt est souvent plus commode.

## Analyse
L'algèbre de Grassmann est naturellement graduée (et a fortiori ℤ2-graduée, donc {\displaystyle \Lambda ^{\text{pair}}} est une sous-algèbre de {\displaystyle \Lambda }, et {\displaystyle \Lambda ^{\text{impair}}} est un sous-espace vectoriel).
Elle est supercommutative (en), c'est-à-dire que {\displaystyle \forall z\in \Lambda ^{p}V\quad \forall z'\in \Lambda ^{q}V\quad zz'=(-1)^{pq}z'z}. Tout produit d'un nombre impair (resp. pair) de variables de Grassmann anticommute (resp. commute) et un tel produit est souvent appelé un a-nombre (resp. un c-nombre). Par abus de terminologie, un a-nombre est parfois appelé un c-nombre anticommutant. La symétrie que l'on perçoit est que la multiplication par une variable de Grassmann intervertit la ℤ2-graduation qui distingue les fermions des bosons.
On peut munir l'algèbre de Grassmann d'une structure d'algèbre différentielle graduée (en), ce qui généralise la dérivation décrite dans l'article sur les nombres duaux. On peut alors pratiquer sur les supernombres de l'analyse analogue à celle sur les nombres complexes, en définissant par exemple les fonctions superholomorphes, les dérivées, ainsi que les intégrales.

## Intégration
L'intégration sur les nombres de Grassmann est connue sous le nom d'intégrale de Berezin (en). Pour représenter les intégrales de chemin pour un champ de fermions, elle doit posséder les propriétés suivantes :
- linéarité :{\displaystyle \int \,[af(\theta )+bg(\theta )]\,\mathrm {d} \theta =a\int \,f(\theta )\,\mathrm {d} \theta +b\int \,g(\theta )\,\mathrm {d} \theta } ;
- formule d'intégration partielle :{\displaystyle \int \left[{\frac {\partial }{\partial \theta }}f(\theta )\right]\,\mathrm {d} \theta =0},en particulier {\displaystyle \int \,1\,\mathrm {d} \theta =0} ;
- {\displaystyle \int \,\theta \,\mathrm {d} \theta =1} (les opérations d'intégration et de différentiation d'un nombre de Grassmann sont donc identiques).

Dans la formulation par intégrales de chemins de la théorie quantique des champs, on a besoin, pour des champs fermioniques anticommutants, de l'intégrale de Gauss suivante de nombres de Grassmann :
{\displaystyle \int \exp \left[-\theta ^{\mathsf {T}}A\eta \right]\,\mathrm {d} \theta \,\mathrm {d} \eta =\det A}
où A est une matrice carrée N×N.

## Représentation matricielle
Les nombres de Grassmann peuvent être représentés par des matrices carrées. Par exemple, l'algèbre de Grassmann à deux générateurs {\displaystyle \theta _{1}} et {\displaystyle \theta _{2}} peut être représentée par des matrices 4×4, avec
{\displaystyle \theta _{1}={\begin{pmatrix}0&0&0&0\\1&0&0&0\\0&0&0&0\\0&0&1&0\end{pmatrix}}\qquad \theta _{2}={\begin{pmatrix}0&0&0&0\\0&0&0&0\\1&0&0&0\\0&-1&0&0\end{pmatrix}}.}
En général, une algèbre de Grassmann à n générateurs peut être représentée par des matrices carrées 2n×2n.
- Physiquement, on peut considérer ces matrices comme des opérateurs de création agissant sur un espace de Hilbert de n fermions identiques sur la base du nombre d'occupation. Comme ce nombre pour chaque fermion est 0 ou 1, il y a 2n états de base possibles.
- Mathématiquement, cette représentation est la représentation régulière gauche de l'algèbre de Grassmann.